# بندر گلود
بندر گلود (به لاتین: Port Glaud) یک منطقهٔ مسکونی در سیشل است که در سیشل واقع شده‌است. بندر گلود ۳٬۰۸۲ نفر جمعیت دارد.